# Canton de Pélussin
Le canton de Pélussin est une ancienne division administrative française située dans le département de la Loire et la région Rhône-Alpes.

## Géographie
Ce canton était organisé autour de Pélussin dans l'arrondissement de Saint-Étienne. Son altitude variait de 130 m (Saint-Pierre-de-Bœuf) à 1 390 m (Véranne) pour une altitude moyenne de 389 m.

## Histoire
À l'issue du redécoupage cantonal de 2014, le canton de Pélussin devient le nouveau canton du Pilat, dont Pélussin est le bureau centralisateur.

## Représentation

### Conseillers d'arrondissement (de 1833 à 1940)
| Période                                  | Période | Identité                   | Étiquette | Qualité |
| ---------------------------------------- | ------- | -------------------------- | --------- | --- |
| 1833                                     | 1839    | Louis François Dorrielle   |           | Maire de Pélussin                                                                                           |
| 1839                                     | 1848    | Aubin Donzel               |           | Propriétaire à Pélussin et à Saint-Pierre-de-Bœuf                                                           |
|                                          |         |                            |           | |
| 1855                                     | 1861    | Régis Jurie                |           | Maire de Saint-Pierre-de-Bœuf                                                                               |
| 1861                                     | 1867    | Pierre Jurie               |           | |
| 1867                                     |         | André Goutarel (1810-1884) |           | Notaire à Pélussin                                                                                          |
|                                          |         |                            |           | |
| 1919                                     | 1940    | Jean Paret                 | Radical   | Maire de Chavanay (1900-1944 et 1945-1948)                                                                  |
| 1940                                     |         |                            |           | Les conseils d'arrondissement ont été suspendus par la loi du 12 octobre 1940 et n'ont jamais été réactivés |
| Les données manquantes sont à compléter. |         |                            |           | |

### Conseillers généraux de 1833 à 2015
| Période | Période          | Identité                            | Étiquette    | Qualité                                                                             |
| ------- | ---------------- | ----------------------------------- | ------------ | ----------------------------------------------------------------------------------- |
| 1833    | 1839             | Jean Lions (1773-1854)              |              | Notaire royal - Maire de Chavanay                                                   |
| 1839    | 1848             | Julien de Colombier Pélussin        |              | Ancien conseiller d'arrondissement Propriétaire à Saint-Michel                      |
| 1848    | 1852             | Jean François                       |              | Notaire, maire de Pélussin (1847-1852)                                              |
| 1852    | 1871             | Alexandre Jullien                   |              | Propriétaire, maire de Pélussin (1852-1870)                                         |
| 1871    | 1889             | André Jamet                         | Républicain  | Propriétaire, maire de Pélussin (1884-1888)                                         |
| 1889    | 1895             | Auguste Chardon                     | Droite       | Maire de Pélussin (1888-1892)                                                       |
| 1895    | 1926 (décès)     | Jérôme Revolon                      | Républicain  | Manufacturier - Maire de Roisey                                                     |
| 1926    | 1940             | François Paul                       | URD          | Propriétaire Maire de Saint-Pierre-de-Bœuf Nommé conseiller départemental en 1943   |
|         |                  |                                     |              |                                                                                     |
| 1945    | 1951             | Léon Folliasson                     | DVD          | Médecin à Pélussin                                                                  |
| 1951    | 1958             | Albert Revolon (1904-1987)          | DVD          | Maire de Roisey (1944-1965)                                                         |
| 1958    | 1964 (décès)     | Fernand Paul Astruc (1910-1964)     | MRP          | Maire de Chavanay                                                                   |
| 1964    | 1967 (démission) | Pierre Jacques                      | Centriste    | Maire de Pélussin (1959-1967)                                                       |
| 1967    | 1970             | Marie-Antoinette Pascal             | SE           | Maire de Pélussin (1967-1971)                                                       |
| 1970    | 2008             | Maurice-Antoine Limonne (1924-2016) | UDR puis DVD | Maire de Pélussin (1983-2001)                                                       |
| 2008    | 2015             | Georges Bonnard                     | DVD          | Chef d'entreprise Maire de Pélussin (2001-2020) Elu en 2018 dans le Canton du Pilat |

## Composition
Le canton de Pélussin groupait quatorze communes et comptait 15 155 habitants (recensement de 2006 sans doubles comptes).
| Communes               | Population (2012) | Code postal | Code Insee |
| ---------------------- | ----------------- | ----------- | ---------- |
| Bessey                 | 387               | 42520       | 42018      |
| La Chapelle-Villars    | 558               | 42410       | 42051      |
| Chavanay               | 2 790             | 42410       | 42056      |
| Chuyer                 | 737               | 42410       | 42064      |
| Lupé                   | 309               | 42520       | 42124      |
| Maclas                 | 1 619             | 42520       | 42129      |
| Malleval               | 539               | 42520       | 42132      |
| Pélussin               | 3 464             | 42410       | 42168      |
| Roisey                 | 869               | 42520       | 42191      |
| Saint-Appolinard       | 605               | 42520       | 42201      |
| Saint-Michel-sur-Rhône | 751               | 42410       | 42265      |
| Saint-Pierre-de-Bœuf   | 1 596             | 42520       | 42272      |
| Véranne                | 731               | 42520       | 42326      |
| Vérin                  | 705               | 42410       | 42327      |

## Démographie
| 1962  | 1968  | 1975  | 1982   | 1990   | 1999   | 2006   | 2007   | 2009 |
| ----- | ----- | ----- | ------ | ------ | ------ | ------ | ------ | ---- |
| 9 248 | 9 750 | 9 793 | 10 489 | 11 967 | 13 216 | 15 155 | 15 660 | -    |